# Силы специальных операций Узбекистана
Силы специальных операции (ССО, узб. Oʻzbekiston Respublikasi Maxsus Operatsiyalar Kuchlari / Ўзбекистон Махсус операциялар кучлари)— военизированное формирование в составе Министерство обороны Республики Узбекистана. Создано 1 февраля 1998 года.